# Sonja Berg Pleijel
Sonja Berg Pleijel, folkbokförd Sonja Anna Stina Pleijel, ogift Berg, född 23 september 1909 i Surabaja i Java i dåvarande Nederländska Ostindien, död 28 mars 1996 i Lunds domkyrkoförsamling i dåvarande Malmöhus län, var en svensk författare, översättare och musiker. 
Sonja Pleijel växte upp i den dåvarande kolonin Nederländska Ostindien, där hon gick i nederländsk flickskola. Modern, Caroline van der Velde, var nederländska av javanesiskt ursprung. Fadern, Allan Berg, var verksam som kaffeexportör i Surabaya på Java, där han så småningom blev svensk konsul.1922 flyttade familjen till Sverige och hon vidareutvecklade sin musikaliska inriktning med pianostudier vid Musikaliska akademien 1929–1933 och i Paris vid École Normale de Musique 1933–1935. Därefter verkade hon som konsertpianist och musikpedagog i bland annat Oslo och Stockholm, innan hon med sin make flyttade sin verksamhet till Lund och Malmö. 
Med sin utländska bakgrund kände hon ett stort behov av att fördjupa och förmedla kunskapen om sin barndomsregion och litteratur med anknytning till denna. Hon studerade därför litteraturhistoria och språk i Sverige och utomlands (franska vid Sorbonne) och började på 1950-talet verka som översättare av litteratur från framförallt holländska, men också från franska, tyska och engelska och därefter även som författare till barn- och ungdomsböcker med anknytning till Nederländerna och Java. För boken Atlasfjärilen fick hon bokförlaget Rabén & Sjögrens utmärkelse för Bästa barn- och ungdomsbok 1971. Åren 1958–1974 arbetade hon även med litteraturinformation vid Bibliotekstjänst i Lund och var redaktör för deras tidskrift Utlandsspegeln. Dessutom en omfattande lektörsverksamhet med hennes specialinriktning på utländsk litteratur.
Pleijel var gift med professorn i matematik Åke Pleijel 1939–1967 och är mor till författaren Agneta Pleijel, TV-producenten Sonja Pleijel och psykoterapeuten Maria Pleijel. Berg Pleijels farfar var konstnären Albert Berg och farfars far operasångaren Isak Berg.
År 1973 erhöll Pleijel Sveriges författarfonds pris för litterär förtjänst. Hon är begravd på Norra begravningsplatsen utanför Stockholm.

## Översättningar (urval)
- Nienke van Hichtum: Mor Afkes tio av (Gleerup, 1955) (Afke's tiental)
- Jules Verne: Professor Ox' experiment (Natur och kultur, 1964) (Le docteur Ox)
- H. J. Nijnatten: Stenhjärtat (Natur och kultur, 1969) (Het stenen bakbeest)
- Louis Paul Boon: Mitt lilla krig (Forum, 1976) (Mijn kleine oorlog)
- Jan Wolkers: Tillbaka till Oegstgeest (Forum, 1977) (Terug naar Oegstgeest)
- Anja Meulenbelt: Skammen förbi: en personlig historia av (Wahlström & Widstrand, 1978) (De schaamte voorbij)
- Laura Ingalls Wilder: På väg hem: dagbok från en resa från South Dakota till Mansfield, Missouri 1894 (LiberLäromedel, 1979) (On the way home)
- Hisako Matsubara: Samuraj (Wahlström & Widstrand, 1981) (Brokatrausch)
- Annelies Schwarz: Byn som kom bort av (Sjöstrand, 1986) (Wir werden uns wiederfinden)
- Ruud van der Rol & Rian Verhoeven: Anne Frank: ett liv i förföljelsens tid (Bonniers juniorförlaget, 1993) (Anne Frank)